# Чонггьэ
Чонггьэ (тиб. འཕྱོངས་རྒྱས་རྫོང, Вайли:  ’phyongs rgyas rdzong, кит. упр. 琼结县, пиньинь Qióngjié xiàn, палл. Цюнцзе сянь) — уезд в городском округе Шаньнань, Тибетский автономный район, КНР.

## История
Уезд был создан в 1959 году.

## Административное деление
Уезд делится на 1 посёлок и 3 волости:
- Посёлок Чонггьэ (琼结镇)
- Волость Гьэмэн (加麻乡)
- Волость Шарсю (下水乡)
- Волость Лхаю (拉玉乡)